# Colibrí de ventre castany
El colibrí de ventre castany (Lampornis castaneoventris) és una espècie d'ocell de la família dels troquílids (Trochilidae) que habita la selva humida, clars, bosc obert i vegetació secundària de les terres altes de l'oest de Panamà. 

Ha estat considerat coespecífic de Lampornis cinereicauda i Lampornis calolaemus.